# Карасбург (окръг)
Окръг Карасбург е най-югоизточният административен окръг в Намибия, регион Карас. Разположен на площ от 38 116 km² и с население от едва 14 693 жители, той е изключително рядко населен. Административен център на окръга е град Карасбург.
Окръгът граничи на юг и запад с Република Южна Африка, на север с Окръг Кетмансхоп-селски и на изток с окръзите Берсеба и Ораниемунд.